# Protopina
La protopina è un alcaloide benzilisochinolinico presente in piante appartenenti alla famiglia delle Papaveraceae e nella Fumaria officinalis.